# Ван Нань
Ван Нань (кит. упр. 王楠, пиньинь Wáng Nán, род. 23 октября 1978) — китайская спортсменка, игрок в настольный теннис, многократная олимпийская чемпионка.
Ван Нань родилась в 1978 году в Фушуне провинции Ляонин. С 7 лет начала заниматься настольным теннисом, в 1989 году вошла в сборную провинции, в 1993 — в национальную сборную. В 1997 году впервые завоевала золотые медали чемпионата мира и кубка мира, в 1998 впервые стала чемпионкой Азиатских игр, в 2000 завоевала первую золотую олимпийскую медаль.